# ВЕС Некла
ВЕС Некла – вітрова електростанція у Польщі у Великопольському воєводстві. Також відома як Wielkopolska І.
Майданчик для ВЕС обрали на схід від міста Познань. В 2010-му тут на семи майданчиках ввели в експлуатацію 21 вітрову турбіну компанії General Electric типу Energy 2.5xl із одиничною потужністю 2,5 МВт. Діаметр їх ротору складає 100 метрів, висота башти – також 100 метрів.